# 메가스터디
메가스터디(주)(영어: MegaStudy Co., Ltd.)는 대한민국의 교육기업이다. 2000년 7월에 설립되었고, 2004년 12월 코스닥에 상장했다. 학원 강사 출신의 손주은이 설립하였다.
고등학생과 재수생을 대상으로 온라인 강의 제공 및 오프라인 학원 운영을 담당하는 고등사업부문, 초등학생 및 중학생을 대상으로 온라인 강의 서비스를 제공하는 초중등사업부문, 의·치의학전문대학원, 법학전문대학원, 약학대학, 대학편입학 준비생 등을 대상으로 온라인 강의 제공 및 오프라인 학원 운영을 담당하는 일반성인사업부문, 교재 출판 및 급식, 해외 사업을 진행하는 기타사업부문으로 구성되어 있다.
2014년 11월 3일 교육용역사업부문을 분할 해 신설 회사를 설립하고 존속회사 메가스터디는 투자에 집중하는 안이 이사회에서 통과되었다. 이에 2015년 4월 1일 메가스터디교육㈜(영어: MegaStudyEdu Co., Ltd.)을 설립 했으며, 5월 4일 메가스터디교육의 코스닥 시장 재상장과 존속회사인 메가스터디의 변경상장이 이루어졌다.
2015년 6월 11일 자회사인 메가북스 주식회사를 흡수합병하는 안이 이사회에서 승인되었으며 합병 기일은 같은 해 7월 31일이다.

## 연혁
- 2000년 7월: 메가스터디(주) 설립
- 2001년 12월: KTIC, 우리기술투자 투자 유치
- 2002년 10월: 중등부 자회사 메가주니어(주) 설립
- 2003년 4월: 중등부 자회사 메가주니어(주), 엠베스트교육(주)로 사명 변경
- 2003년 5월: 중등부 사이트 엠베스트 오픈
- 2004년 12월: 코스닥 상장
- 2006년 11월: 중등부 자회사 엠베스트교육(주) 흡수합병
- 2007년 11월: ㈜ 파레토아카데미, 계열사로 편입
- 2008년 11월: 의·치의학전문 브랜드 "메가MD", 법학전문대학원 입시 전문 브랜드 "메가로스쿨" 론칭
- 2009년 2월: 영어학습 사이트 메가잉글리시(www.megaenglish.net) 오픈
- 2010년 7월 12일: 창립10주년 기념행사
- 2015년 4월 1일: 메가스터디(주)와 메가스터디교육(주)로 인적분할

## 영업 분야
온라인 교육
- 메가스터디
- 엠베스트
- 엠주니어
- 메가MD
- 메가로스쿨
- 메가잉글리시
- 메가HRD
- 메가UT
- 김영편입학원
- 엘리하이

출판사업
- 메가북스

급식사업
- 메가F&S

고등부 직영학원
- 강남 메가스터디학원 * (고등부 연합반 , 재수 종합반 , 단과반)운영
- 서초 메가스터디학원 * (고등부 연합반 , 재수 종합반)운영
- 강북 메가스터디학원 * (고등부 연합반, 중등부 연합반, 재수 종합반 , 단과반[고등 + 중등])운영
- 노량진 메가스터디학원 * (고등부 연합반 , 재수 종합반 , 단과반)운영 [재수 종합반의 경우 별도의 전화회선 , 건물을 사용 단과반의 경우 ivy 빌딩 7,8,9층을 사용 경우에 따라서는 10층도 사용]
- 신촌 메가스터디학원 * (고등부 연합반 , 재수 종합반 , 단과반)운영
- 성북 메가스터디학원 * (고등부 연합반 , 단과반)운영
- 평촌 메가스터디학원 * (고등부 연합반 , 재수 종합반 , 단과반)운영
- 광주 메가스터디기숙학원
- 남양주 메가스터디기숙학원
- 양지 메가스터디기숙학원
- 양지 메가스터디 기숙학원 신관(2015년 신설)

고등부 가맹학원
- 수원 메가스터디학원

## 논란

### 수강 후기 조작 및 환불 제한
공정위에 따르면 메가스터디, 비상에듀, 이투스, 비타에듀, 위너스터디 등 5개 사업자는 수강 후기의 내용이 자사의 이익에 반할 경우 이를 삭제하거나 미공개하는 등으로 조작하였으며, 또 메가스터디, 비상에듀, 비타에듀, 강남구청 인터넷수능방송, 티치미, 대성마이맥 등 6개 사업자는 교재 등에 대한 계약 철회 기간을 법률 상의 기한보다 짧게 적용하여 공정거래위원회에 적발되었다.

### 광고 논란
2005년 12월 12일, 메가스터디는 <주간 조선>에 <돌풍! 메가스터디 입사학원이 코스닥 대박, 주가 삼성전자와 맞먹어>라는 홍보성 기사를 실어 문제가 되었는데, 이는 주간조선이 지나치게 이 회사의 성장신화에 초점을 맞추었다는 의혹을 제기시키고, 시사주간지의 저널리즘이 약화되는 계기가 되기도 했다. 그로부터 7년 뒤인 2013년 2월, 메가스터디는 서울 시내·버스·지하철에 지면광고를 게재하였는데, 내용은 다음과 같다:
" 새 학기가 시작되었으니 넌 우정이라는 그럴듯한 명분으로 친구들과 어울리는 시간이 많아질 거야. 그럴 때마다 네가 계획한 공부는 하루하루 뒤로 밀리겠지. 근데 어쩌지? 수능 날짜는 뒤로 밀리지 않아 벌써부터 흔들리지마. 친구는 너의 공부를 대신해주지 않아 "

이 광고를 본 대부분의 네티즌은 "정도를 넘어섰다", "메가스터디는 아이들을 코너로 몰고 있다. 얘들아 공부보다 마음을 나누는 친구가 중요해! 어른들 상술에 속지마! 청소년들이 자살하는 이유가 뭔 것 같아? 속마음을 트고 얘기할 사람이 없잖아, 외롭잖아, 두렵잖아, 암담하잖아", "어른들이 우정과 성적 중 하나를 버려야 할 거라고 아이들에게 협박하는 이 상황이 너무 힘드네요" 등 부정적 반응을 보였다. 또한 이 광고는 시민사회 단체 <사교육 걱정 없는 세상>에서 패러디되어 더욱 화제를 끌게 되었다.

### 세무조사 대가로 국세청 뇌물공여
메가스터디 주식회사는 직원 윤 모씨를 통해 2011년 세무조사 후 국세청 서울지방국세청 조사1국 조사7팀 직원들에게 편의 제공에 대한 사례금 명목으로 2억원을 건넸다. 2014년 3월 31일 서울중앙지방검찰청 특수1부는 윤 모씨를 뇌물공여 죄로 불구속 기소했다.
2014년 6월 19일 윤 모씨에게 뇌물공여 죄로 징역 2년, 집행유예 3년을 선고하였다.